# Just One Last Dance
Just One Last Dance – drugi singel promujący trzeci studyjny album Key to My Soul niemieckiej wokalistki Sarah Connor. Autorami utworu, a zarazem głównymi producentami, są Kay Denar i Rob Tyger, odpowiedzialni za największe hity Connor.
Kompozycja została nagrana w duecie z liderem boysbandu Natural, Marcem Terenzim. Utwór został wydany jako drugi singel promujący album, około pół roku po pierwszym singlu (Music Is the Key), ze względu na ciążę Connor.
Singel zadebiutował na #1 miejscu niemieckiego notowania najczęściej kupowanych singli, stając się 3. singlem Connor, który osiągnął tę pozycję.
W Austrii i Szwajcarii utwór zadebiutował na #15 pozycji oficjalnych notowań tych krajów. Najlepsze pozycje jakie osiągnął na tych notowaniach to #5 w Austrii i #8 w Szwajcarii. W czerwcu kompozycja zadebiutowała na oficjalnym notowaniu singli w Rosji, na pozycji #19. W drugim tygodniu uzyskał najwyższe #15 miejsce, a w 4 z kolei wypadł całkowicie z notowania. Dobra sprzedaż w krajach europejskich, pozwoliła dotrzeć na #13 miejsce w notowaniu European Hot Top100 oraz na #29 w notowaniu Official World Top 100.
Dzięki wysokim pozycjom w Niemczech, Szwajcarii i Austrii, singel zajął pozycje w Top 100 podsumowującym rok 2004 w tych krajach.

## Kompozycja
Utwór w większej części zawiera elementy z muzyki soul i ballad oraz w mniejszej części z melodic. W albumowej oraz teledyskowej wersji, kompozycja zostaje otwarta słowami: „Tylko ostatni taniec, kochanie, tylko ostatni taniec”, po czym artystka zaczyna śpiewać kwestię pierwszej zwrotki:” Poznaliśmy się nocą w hiszpańskiej kawiarni, Patrzyłam w twe oczy i całkowicie nie wiedziałam co powiedzieć...”. W wersji 'collage radio version’ utwór został pozbawiony pierwszego fragmentu i kompozycja zaczyna się słowami pierwszej zwrotki. Dodatkowo wersja 'collage radio version’ została wzbogacona o dodatkowe kwestie grane na gitarze.
'Album version’ zostało pozbawione całkowicie głosu ówczesnego męża piosenkarki, Marca.
Piosenka zostaje zamknięta potrójną sentencją wymawianą przez Connor: „Tylko ostatni taniec, tylko ostatni taniec, tylko ostatni taniec”.

## Ocena
Kilka dni po oficjalnym wydaniu albumu Key To My Soul, na portalu „cdstars.de” pojawiła się recenzja odnośnie do owego albumu. Recenzent wspominając o kompozycji „Just One Last Dance” śmiało wysunął wniosek, iż jest to „połączenie ze sobą utworów, „From Sarah with Love” i „Skin on Skin”. Powiedział także, iż kompozycja „swobodnie będzie się przemieszczać po listach przebojów całego świata”.
Z kolei recenzja wystawiona przez portal „laut.de” określa kompozycję jako „kiczowatą, poprzez aksamitną i lubieżną zmianę głosu”

## Sukces komercyjny
Utwór 13 marca 2004 roku zadebiutował na #1 pozycji najczęściej kupowanych singli w Niemczech i stał się trzecim singlem Connor zdobywającym szczyt listy tego kraju oraz szóstym singel w top 10 Niemiec. Przez 16 tygodni utrzymywał się w top 75 tego kraju i 3 lipca wypadł całkowicie z notowania zajmując jako ostatnią #69 pozycję.
Jednocześnie 13 marca kompozycja zadebiutowała na oficjalnych notowaniach w Austrii i Szwajcarii zajmując #15 pozycję. W Austrii piosenka utrzymywała się przez 17 tygodni na oficjalnym notowaniu singli, zdobywając w 4 i 6 tygodniu najwyższą pozycje – #6. 7 lipca utwór zajął ostatnią pozycję #63 w Top 75 i tydzień później wypadł z notowania. W Szwajcarii kompozycja również przebywała przez 17 tygodni na oficjalnym notowaniu najczęściej kupowanych singli. W 3 i 5 tygodniu z kolei zdobyła najwyższą – #8 pozycję. 11 lipca wypadła z notowania zajmując jako ostatnią #100 pozycję w top 100 Szwajcarii.
5 czerwca 2004 roku Just One Last Dance zadebiutowało na oficjalnym notowaniu singli w Rosji stając się drugim singlem Connor zdobywającym pozycję na oficjalnym notowaniu w tym kraju (po From Sarah with Love). Kompozycja debiutując na pozycji #19, tydzień później osiągnęła najwyższą- #15. W 3 z koli tygodniu powróciła na #19 miejsce notowania i w 4 już wypadła całkowicie.
„Just one last dance” jest jak dotąd najwyżej notowanym singlem na notowaniu Airplay w Rosji. Organizowanym przez portal „Tophit.ru” zestawieniu najczęściej odtwarzanych utworów w rozgłośniach radiowych w Rosji, utwór uzyskał pozycję #25 i przebywał na notowaniu przez 34 tygodnie zajmując jako ostatnie #217 miejsce.
Wysokie pozycję w Top 20 krajów europejskich pozwoliły przebywać na oficjalnych notowaniach europejskich („European Top 100” oraz „World Singles Top 100”). Na tym pierwszym singel debiutował 20 marca 2004 roku na pozycji #22 i w 9 z kolei tygodniu uzyskał najwyższa pozycję – #13. Trzy tygodnie później wypadł z notowania, zajmując jako ostatnie #98 miejsce. Na „World Singles Top 100” utwór zadebiutował tydzień później niż na notowaniu „European Top 100”- 27 marca. Przez 10 tygodniu kompozycja utrzymywała się na liście, zajmując w 8 tygodniu swojej obecności najwyższą- #29 pozycję. 3 tygodnie później wypada z notowania, zajmując jako ostatnie, #84 miejsce.
W innych krajach europejskich utwór cieszył się raczej umiarkowanym sukcesem. W Belgii utwór gościł przez 2 tygodnie w propozycjach do oficjalnego notowania, zajmując ostatecznie #66 pozycję notowania. W Czechach singel zadebiutował na pozycji #95 i wypadł z notowania. W 13 z kolei tygodniu powrócił na #82 miejsce i znowu wypadł. 16 tygodni później znowu powrócił, zajmując pozycję #91.
Kompozycja cieszyła się również dużym sukcesem w Polsce, zajmując pozycję w top 10 tego kraju oraz zdobywając jako najwyższą #2 pozycję na notowaniu Poplista organizowanym przez radio RMF FM

## Teledysk
Teledysk do utworu został wyreżyserowany przez Oliviera Summera i wydany w marcu 2004 roku.
Klip przedstawia Sarah Connor jako młodą licealistkę, borykającą się z problemami miłosnymi. Akcja rozgrywa się w różnego rodzaju przestrzeniach; dom Connor, szkoła czy boisko szkolne na którym zostaje rozstrzygnięty rugby pomiędzy drużyną brata Sarah a drużyną zakochanego w Connor, kolegi ze szkoły (Marc Tereznzi). Podczas szkolnego balu Sarah zaczyna tańczyć ze swym adoratorem, na sali zaczyna być coraz mniej ludzi, a gdy nie ma ich zupełnie oboje zanurzają się w głębokim, czułym pocałunku.

## Wykonania na żywo
Utwór został wykonany 24 września 2004 podczas Gali Viva Comet Awords w Berlinie. Podczas tego występu, Connor towarzyszył i wspólnie z nią wykonał utwór, ówczesny mąż Marc Terenzi. Connor wykonała również utwór podczas trasy koncertowej „Naught but Nice” w 2005 roku.

## Lista utworów
CD Maxi Single (edycja niemiecka)
1. „Just One Last Dance” (Radio Version)- 4:01
2. „Just One Last Dance” (College Radio Version)- 4:02
3. „Just One Last Dance” (Kayrob Dance RMX)- 3:53
4. „Just One Last Dance” (Video Version)- 4:28
5. „Work It Right Tonight”- 5:00
6. „Just One Last Dance” (Video)

Limited 3" Pockit Single (edycja niemiecka)
1. „Just One Last Dance” (Radio Version)- 4:01
2. „Just One Last Dance” (College Radio Version)- 4:02

2 Track Single (edycja europejska)
1. „Just One Last Dance” (Radio Version)- 4:01
2. „Just One Last Dance” (College Radio Version)- 4:02

3 Track Promo CDR (edycja niemiecka)
1. „Just One Last Dance” (Radio Version)- 4:01
2. „Just One Last Dance” (College Radio Version)- 4:02
3. „Just One Last Dance” (Kayrob Dance RMX)- 3:53

## Personel
- Wokal: Sarah Connor, Marc Terenzi
- Muzyka: Rob Tyger, Kay Denar
- Słowa: Rob Tyger, Kay Denar, Terrance Quaites
- Publikacja: X- Cellent Music
- Produkcja, aranżacja: Rob Tyger, Kay Denar
- Wydanie: Rob Tyger, Kay Denar
- Mix: Rob Tyger, Kay Denar
- Główny producent: George Glück
- Reżyser teledysku: Olivier Sommer (Ava Studios)
- Zdjęcia: Brion Price

## Pozycje na listach
| Lista przebojów (2004)              | Najwyższa pozycja |
| ----------------------------------- | ----------------- |
| Austria (Media Control AG)          | 5                 |
| Belgia (Ultratop Flamandia)         | 66                |
| [A] Czechy (IFPI CZ)                | 3                 |
| Europa (Billboard)                  | 11                |
| [A] Europa (Europe Airplay Hot 100) | 16                |
| Niemcy (Media Control AG)           | 1                 |
| [A] Niemcy (Nilsen Company)         | 4                 |
| Polska (ZPAV)                       | 1                 |
| [A] Poland (Airplay)                | 4                 |
| [A] Rosja (TopHit)                  | 25                |
| Rosja (IFPI)                        | 15                |
| [A] Rumunia (Nilsen Company)        | 22                |
| Szwajcaria (Media Control AG)       | 8                 |
| World Singles Official Top 100      | 29                |
| [A] Airplay World Official Top 100  | 28                |
| Top40-Charts.com Web Top 100        | 63                |
| Lista przebojów (2006)              | Najwyższa pozycja |
| [A] Czechy (IFPI)                   | 82                |

| Notowania (2004)              | Najwyższa pozycja |
| ----------------------------- | ----------------- |
| Austria (Media Control AG)    | 40                |
| Niemcy (Media Control AG)     | 33                |
| Szwajcaria (Media Control AG) | 32                |

| Państwo | Status |
| ------- | ------ |
| Niemcy  | Złoto  |

Adnotacje
- A ^ Notowanie Airplay.